# Manhã Maior
Manhã Maior foi um programa de televisão brasileiro exibido nas manhãs da RedeTV! entre 11 de maio de 2009 a 26 de outubro de 2012. Em formato de revista eletrônica, a atração tinha como foco a informação, entretenimento e prestação de serviço, abordando assuntos da atualidade, denúncias e comportamento.

## História
O programa estreou sob o comando de Keila Lima, Arthur Veríssimo e Daniela Albuquerque, mantendo a audiência da emissora no horário. Os repórteres são Alessandra Zamari, Edie Polo e Marcelo Guedes. Ele é o sucessor do Bom Dia Mulher, que saiu do ar no dia 8 de maio de 2009. Desde do dia 11 de maio de 2009, o Manhã Maior ocupa o horário deixado pelo programa. A partir de 5 de abril de 2010, o programa passou a ser apresentado às 9h45. Em 12 de julho de 2010, a atração voltou a ser exibida no horário deixado pelo Bom Dia Mulher a partir das 9h00.
Em 2 de agosto de 2010, os apresentadores foram surpreendidos por um telespectador que soltou um palavrão no ar através de uma ligação de telefone, deixando-os desconfortáveis. No mesmo dia, uma telespectadora ligou para a RedeTV! dizendo que a TV Gazeta e Marcelo Luiz, (da Gazeta FM) eram demais, o que deixaram os apresentadores chocados. Em outubro de 2010, Arthur Veríssimo pede afastamento do programa para dedicar-se a outros projetos. Em Agosto de 2011 é anunciado que Keila Lima deixará o comando do programa, entrando em seu lugar a apresentadora e jornalista Regina Volpato. O programa foi o primeiro a anunciar a apresentadora Hebe Camargo como contratada da RedeTV!.
Desde 31 de agosto de 2011, Regina Volpato passou a apresentar o programa ao lado de Daniela Albuquerque. Em 29 de outubro de 2012, o programa passou por uma reformulação no matinal e teve como novo nome Se Liga Brasil. Douglas Camargo foi contratado para integrar a equipe desta nova fase juntamente com Heaven Delhaye.

## Apresentadores
- Daniela Albuquerque (2009–2012)
- Keila Lima (2009–2011)
- Arthur Veríssimo (2009–2010)
- Regina Volpato (2011–2012)

## Quadros
| Quadros            |
| ------------------ |
| É Vero, Veríssimo! |
| Ai, que luxo!      |
| Denúncia           |
| Dr. Segurança      |
| Dr. Coluna         |
| Mr. Tattoo         |
| Culinária          |
| Caça Fantasmas     |
| Telenews           |
| Presente de Grego  |
| Momento Fama       |
| Xó Bactéria        |